# احمد حبوش
احمد صالح حبوش (انگلیسی: Ahmed Saleh Haboush؛ زادهٔ ۲۴ دسامبر ۱۹۹۱) بازیکن فوتبال اهل امارات متحده عربی است.